# Pancorius naevius
Pancorius naevius är en spindelart som beskrevs av Simon 1902. Pancorius naevius ingår i släktet Pancorius och familjen hoppspindlar. Inga underarter finns listade i Catalogue of Life.